# Шумавський край

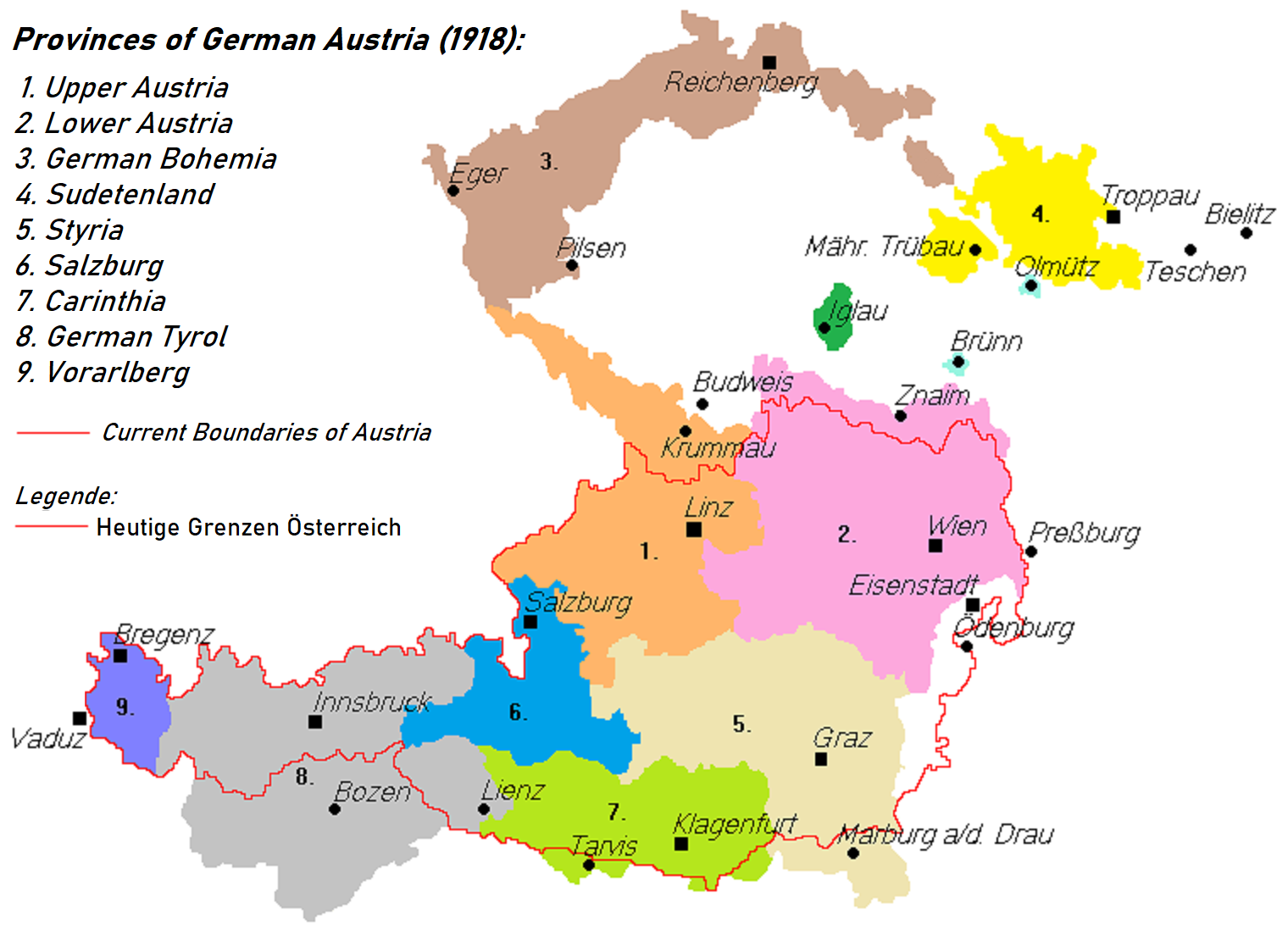
Провінції Німецької Австрії, Шумавський край, позначено помаранчевим, на північ від сьогоденного кордону Австрії (червона лінія).

Шумавський край (нім. Böhmerwaldgau; чеськ. Šumavská župa) — історична область в Чехії охоплює частини південно-західної Чехії, гірського краю Шумава, переважно населеного, до закінчення Другої Світової війни, етнічними німцями.

## Історія
Землі, що були у складі Шумавського краю є історично невід'ємною частиною Габсбурзького Богемського королівства, але після розпаду Габсбурзької Австро-Угорщини в кінці Першої світової війни, в районах Богемії з німецькою етнічною більшістю, почали вживати заходів для унеможливлення приходу нової чехословацької влади.
11 листопада 1918, імператор Карл I відмовився від престолу, і 12 листопада, німецькі етнічні райони імперії оголосили утворення Республіки Німецька Австрія з метою об'єднання з Німеччиною. Провінція Німецька Чехія була утворена з частини Богемії, що мала більшість населення етнічних німців (втім, етнічні німецькі райони південно-західної Богемії — Шумавський край — були додані до Нижньої Австрії, без Німецької Чехії). Столицею провінції був Прахатице.
Статус німецьких областей, в Богемії і Моравії було остаточно вирішено в 1919, Версальським й Сен-Жерменським договорами, які підтвердили, що райони належать Чехословаччині. Чехословацький уряд надав амністію всім діячам нової держави.
Регіон було включено в чеські землі Першої Республіки Чехословаччини і він залишався його частиною до нацистського розчленовування Чехословаччини, коли регіон був включений в Судети. Після Другої світової війни, цей район був повернутий Чехословаччині. Більшість німецького населення, яке мешкало в регіоні, після війни було депортовано з країни.